# John Muir National Historic Site
De John Muir National Historic Site is een historische plaats in de Californische stad Martinez in de San Francisco Bay Area. De site omvat het John Muir House, de woning waar de schrijver en natuurvorser en -beschermer John Muir samen met zijn gezin woonde. De woning, in italianiserend-victoriaanse stijl, werd in 1883 door Muirs schoonvader John Strentzel gebouwd. Daarnaast behoren ook zo'n 132 hectare eikenbos en grasland, die vroeger eigendom waren van de familie Muir, tot de National Historic Site. Het huis bevindt zich aan de rand van Martinez, nabij State Route 4, bijgenaamd de "John Muir Parkway".
Sinds 1962 is het huis van John Muir erkend als National Historic Landmark. In 1964 werd het landgoed bovendien aangewezen als National Historic Site, waardoor het onder het beheer van de National Park Service valt.

## Fotogalerij

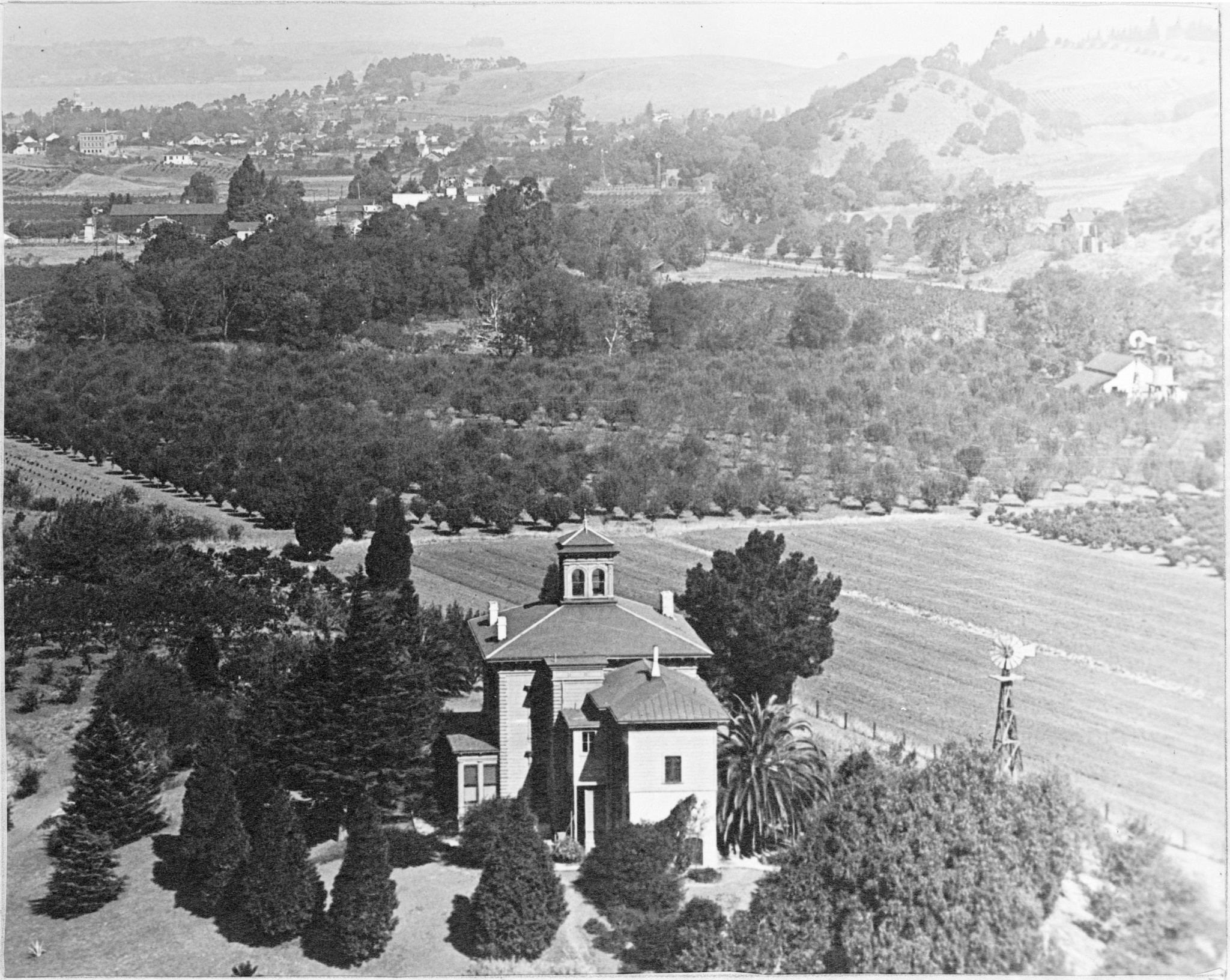
Huis en boomgaarden in het jaar 1900
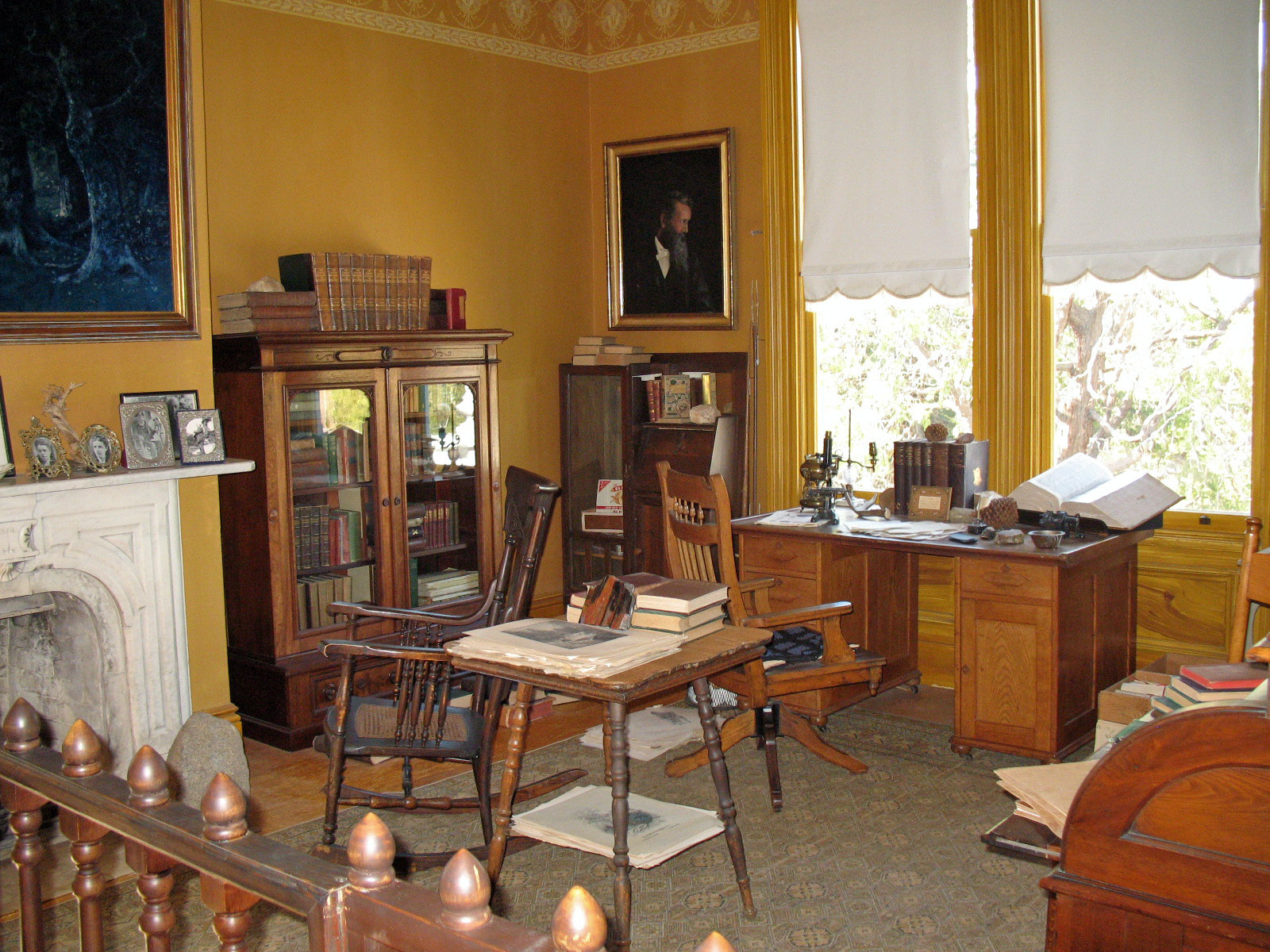
Studeerkamer van John Muir
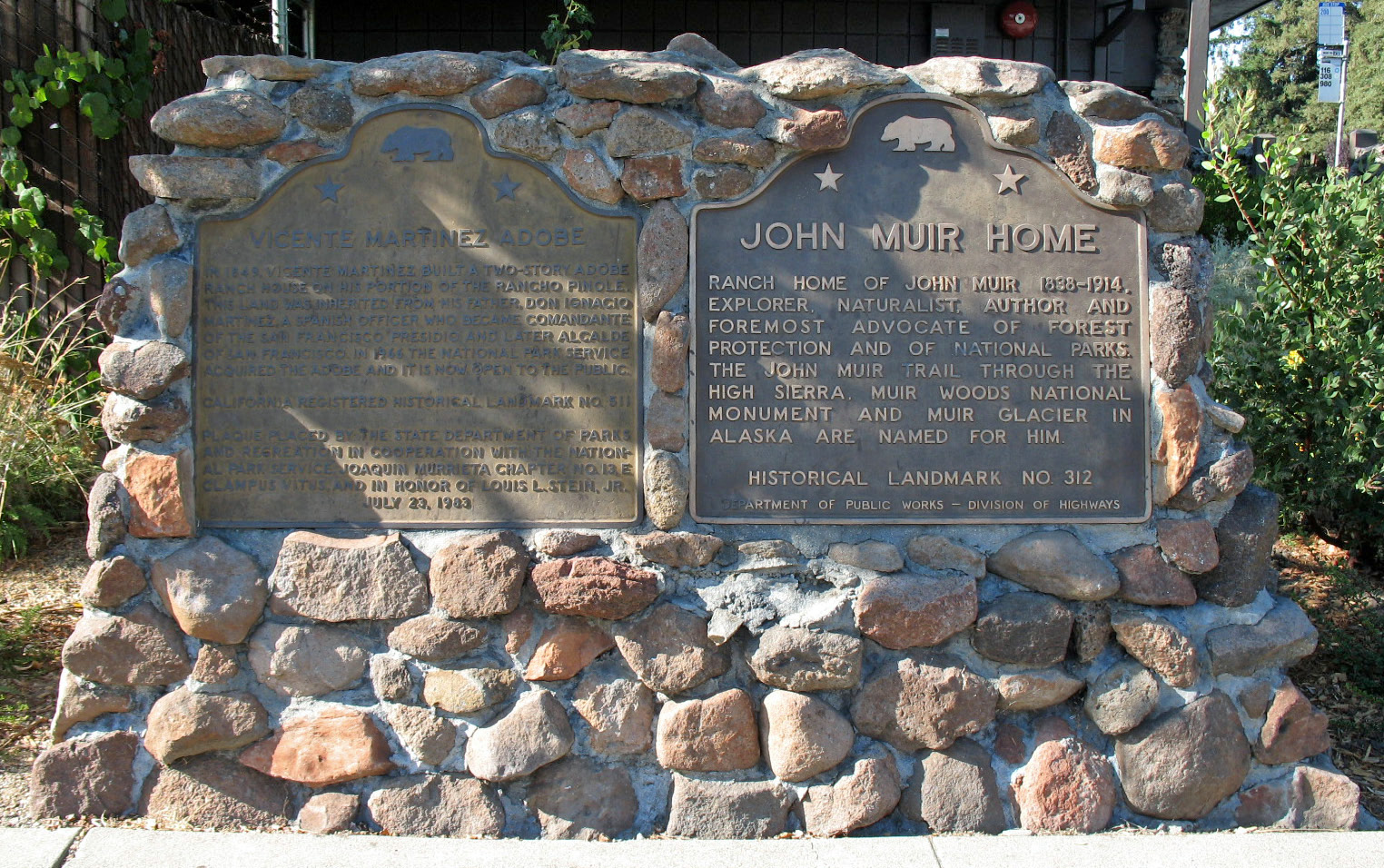
Herdenkingsplaquettes